# トランス・ワールド航空800便墜落事故
トランス・ワールド航空800便墜落事故（トランス・ワールドこうくう800びんついらくじこ）は、1996年にアメリカ合衆国で発生した航空事故。ニューヨーク発パリ行きのトランス・ワールド航空（TWA）800便（ボーイング747-100）が、離陸後ロングアイランド沖を飛行中に突如爆発して空中分解し墜落、乗員乗客230名全員が死亡した。
事故当時はアトランタオリンピック開幕を2日後に控えていたため、それを妨害するために引き起こされた航空テロではないかとする説が真実味をもって報道されたが、その後の事故調査によって、電気配線がショートして発生した火花が燃料タンクに残留した気化ガスに引火して爆発したことが原因だと判明し、テロ説は否定された。

## 事故の概要

### 航空機と乗務員
- 機体：ボーイング747-100
  - 機体記号：N93119
  - 製造番号：20083
  - 製造年：1971年
  - 機齢：25年
- 運航乗務員
  - 機長：58歳・男性[注 1]
  - 機長（監査官）：57歳・男性[注 2]
  - 航空機関士（訓練生）：25歳・男性[注 3]
  - 航空機関士（指導役）：63歳・男性

### 経過

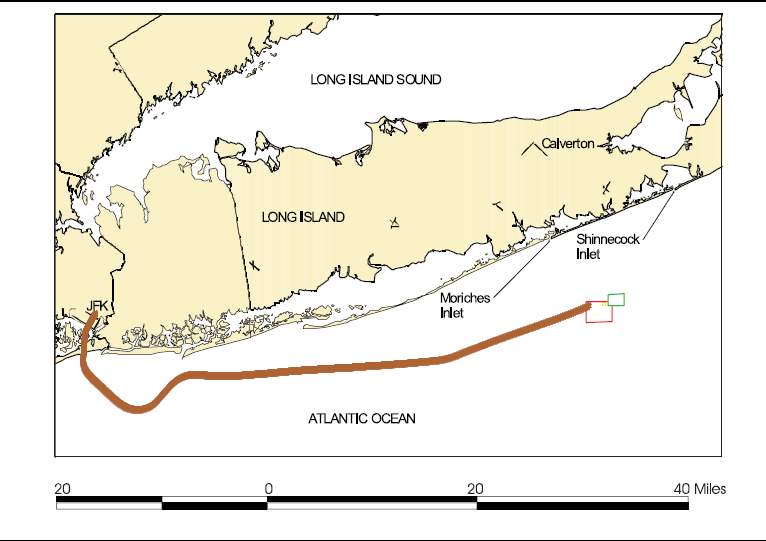
事故調査報告書による800便最後のフライトパス

1996年7月17日午後8時19分（アメリカ東部時間）、アメリカのニューヨーク、ジョン・F・ケネディ国際空港からフランスのパリ、シャルル・ド・ゴール国際空港を経由して、イタリアのローマ、フィウミチーノ空港行へ向かうトランス・ワールド航空800便が、離陸して12分後にニューヨーク州ロングアイランドのイースト・ハンプトン沖で15,000フィート (4,600 m)を上昇中に空中爆発し、大西洋に墜落した。近くを飛行中のイーストウインド航空(Eastwind Airlines）507便（機体記号はN221US、イーストウインド航空517便急傾斜事故の事故機） の目前で起こったため、すぐに管制に連絡が入った。
爆発の直後に機体底部に巨大な穴が空き、そこから亀裂が機体を一周して、2階を含む機体前方（セクション41とセクション42）が切り離されて乗客を乗せたまま落下した。機体後部は操縦席を失い十数秒間急上昇し続け、その後バランスを崩して降下し始めた。落下中に左翼が分離して海に墜落した。この事故で乗員18名、乗客212名、計230名全員が死亡した。

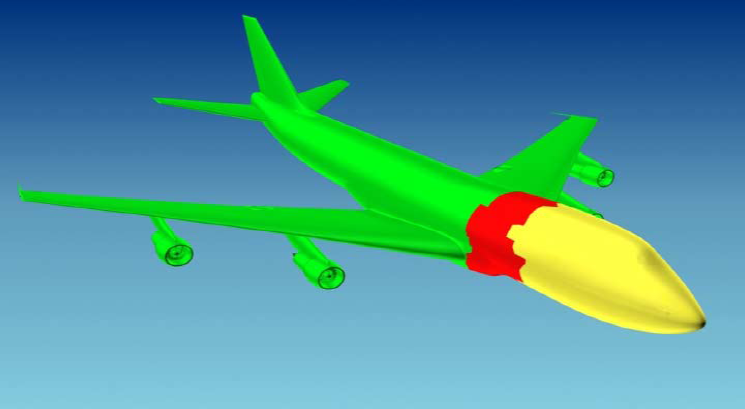
残骸の落下場所ごとに、機体の色を塗り分け。
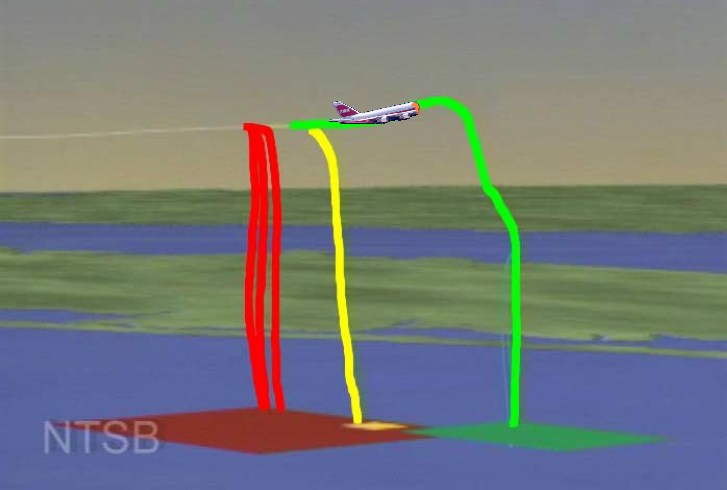
左の図における各色分け部分の落下方向・場所を再現した図（同じ色は、それぞれの機体の塗り分け箇所に対応する）

## 事故の原因

### 調査

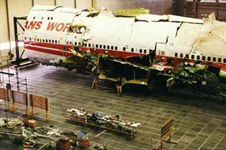

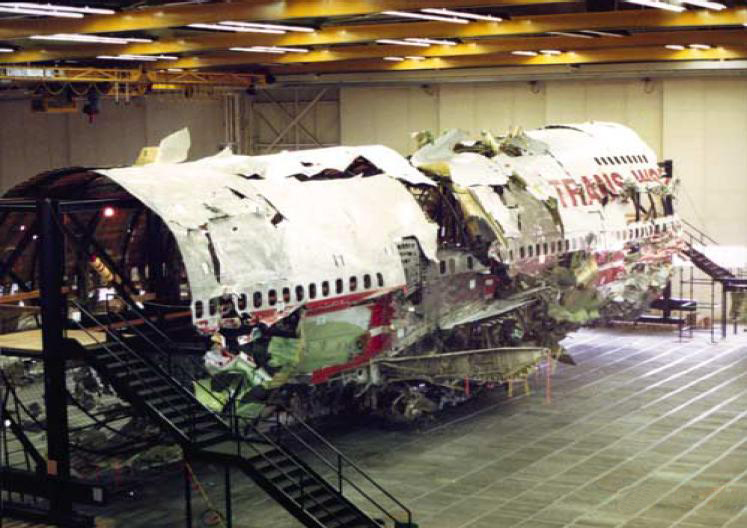
TWA800便の残骸（胴体前部）。機体の再現のため、つなぎあわされている。

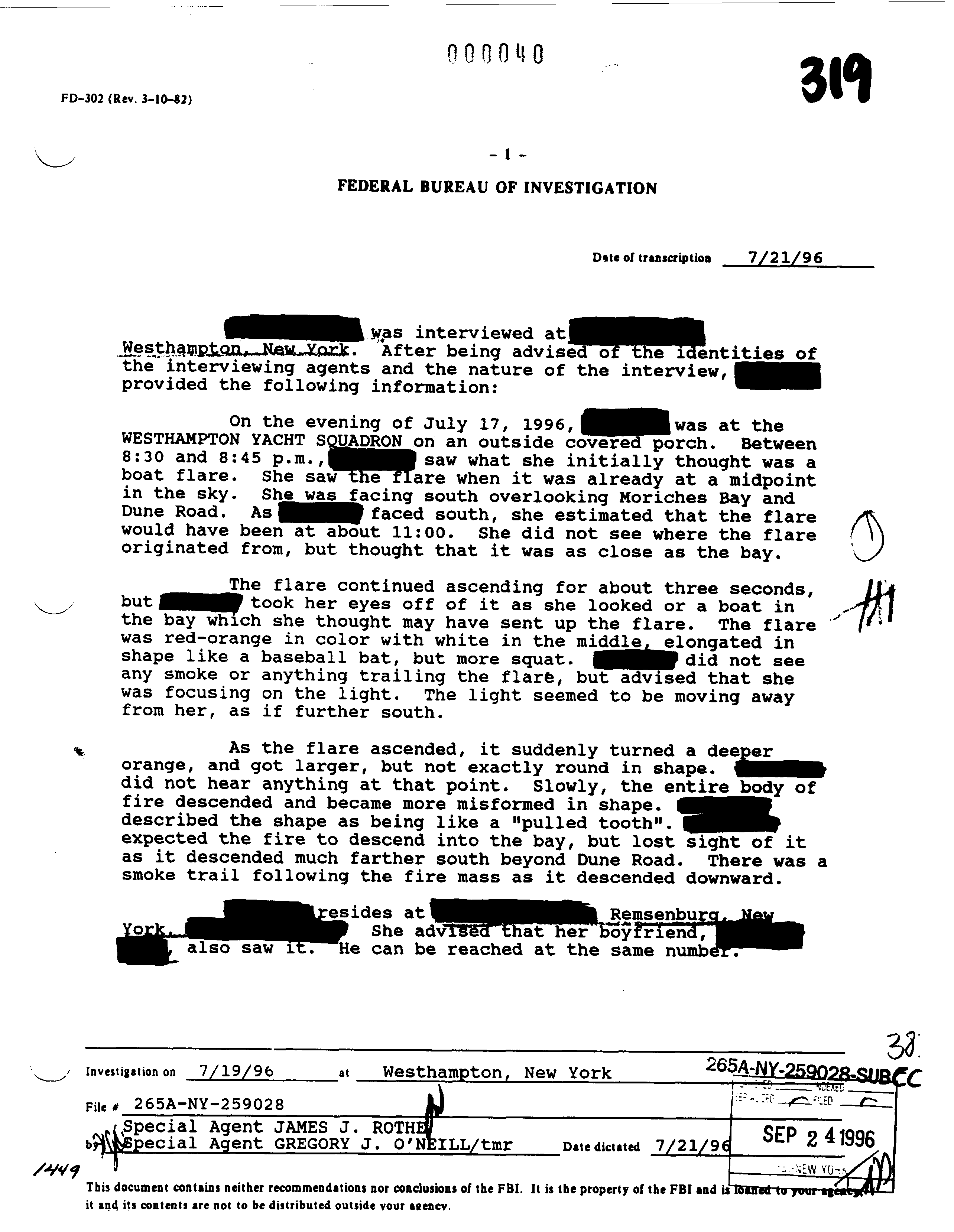
事故の目撃者の証言が記述されたレポート。黒く塗りつぶされている部分は個人情報などが記載されている。

当初は2日後から開催される予定のアトランタオリンピックを狙ったテロが疑われた。事実、事件発生直後にサウジアラビアの新聞社にイスラム原理主義勢力と名乗る者から「TWA機を爆破した」との犯行声明が送りつけられた。墜落したTWA機の残骸からTNT火薬の爆発による硝煙反応が検出されたとの発表もあったため、連邦捜査局（FBI）も捜査に乗り出した。また地対空ミサイルの航跡とおぼしきものが事故機に向かって伸びていたという複数の証言があったり、それらしき写真が2枚撮影されたりした。
事故機はニューヨークに到着する前に、数々の航空テロの舞台となりセキュリティが甘いとされた、ギリシャのアテネにいた。この日事故機はアテネからの881便として午後4時31分にジョン・F・ケネディ国際空港に着陸していた。また過去にTWAは爆破テロを経験していた（トランス・ワールド航空841便爆破事件）こともあり、事故当初は海上からの攻撃もしくは機体にしかけられた爆弾によって墜落したといわれていた。

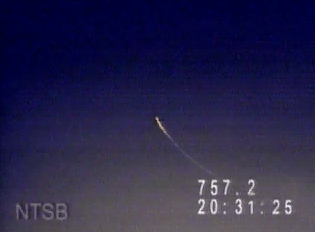
NTSBが作成した800便の爆発後の軌跡のCG

また、事故時にニューヨーク周辺で訓練を行っていたアメリカ海軍の軍艦や軍用機による誤射も疑われた。これに関してFBIが大規模な捜査を実施し、事故時に周辺にいたすべての軍用機、軍艦、潜水艦を細かく調査した。結果は、事故時には確かに訓練を行っていたものの、最も近くで訓練していた軍艦でも800便から数十キロメートル離れており、撃墜が不可能な場所にいたというものであった。よってこの説は「あり得ないこと」と結論付けられた。
機体の残骸は北東方向に全長7.5キロメートル、全幅6.5キロメートルの範囲の海中に落下していたが、アメリカ国家運輸安全委員会（National Transportation Safety Board, NTSB）による徹底的な残骸の回収が10か月以上行われ、最終的には機体の残骸の95パーセントが回収された。それらの残骸は、格納庫の中に主要構造物のうち翼中央部と中央胴体部分が三次元モックアップで組み立てられるなど、アメリカの航空事故史上類を見ないほどの時間と労力と費用が投入され、様々な分野の専門家による調査が行われた。
その結果、2000年8月23日に、事故原因は飛行中に燃料タンクそばにある電気配線がショートし、その高電圧が燃料タンク監視システムに接続している電気回路を通じてタンク内にかかり、中央燃料タンク内の気化していた燃料に引火して爆発したと断定された。また「撃墜の裏付け」とされた2枚の写真のうちの1枚は800便とは違う方向に飛行する別機のものであり、もう1枚はレンズについた汚れであることが判明した。
事故調査報告書によれば、事故当時の中央燃料タンク（容量：49,000リットル〈13,000米ガロン=11,000英ガロン〉には190リットル（50米ガロン=42英ガロン）しか残っておらず、燃料が気化しやすい状況にあった。事故機のパリへの出発予定時刻は午後7時00分であったが、搭乗客の人数と搭載手荷物の数が一致せず、確認作業のために出発が大幅に遅れていた。当日は真夏であったので、その間もエアコンをフル稼働していたが、この空調装置が中央燃料タンクの真下にあったので、タンク内の燃料が暖められ気化し、空気と混合して燃焼しやすい状態になっていた。このままでは発火源がないので着火しないが、電気回線のショートが引き金を引いたと推定された。また、当初は燃料が引火してもタンク外壁を破壊できないと言われたが、のちの再現実験でタンク外壁を破壊するのに必要な力の3倍のエネルギーがかかっていたことも明らかになった。燃料測定器のプローブに外部のショートで生じた過大な電圧がかかり、タンク内の気化した燃料を発火させたとされた。事故機は製造後25年を経た経年機であり、電気配線の腐食がショートの直接の原因とされた。そのため、メーカーに対し事故再発防止策として、タンクの改修やメンテナンスの強化（主に電気配線）が勧告された。
サウジアラビアの新聞社に送りつけられた犯行声明はいたずらの可能性が高いとされている。TWA機残骸から検出されたTNT火薬の硝煙反応については、当該のTWA機で事故発生の3日前に行われた爆発物捜索訓練において、実際に機内にTNT火薬を仕掛けた際付着した残留物とされている。

### 陰謀説
この事故の原因については、直前にレーダー上で同機に向かう飛行物体が確認されたこともあり、「アメリカに敵対しているイスラム過激派によるテロ」のほか、「アメリカ海軍の原子力潜水艦によるミサイル誤射」や、「アラスカの軍事施設ハープの実験」など諸説が唱えられていたが、いずれも陰謀論の類であるといえる。
テロリストによる爆破説については、爆発物が機内で炸裂した時に残されるであろう金属片や爆発跡といった証拠が、機体の残骸から全く発見されなかったためにすぐに退けられた。
ハープとは大出力の高周波を電離層に照射する実験であったが、高周波によっていかにして数千キロメートル離れた場所を飛んでいる航空機が墜落するか、またなぜトランスワールド航空機だけが墜落したかの合理的な説明は存在しない。
地対空ミサイルで撃墜された説の反論として、「現在の地対空ミサイルは熱感知誘導システムを持っているため、旅客機を狙った場合には主翼のエンジン、もしくは機体尾部の補助動力排気口にミサイルが命中しているはずだ」とされている。
また対空ミサイルには、熱感知型のものの他にレーダーにより目標に誘導されるものもあるが、アメリカ軍により誤射されたとするなら、アメリカ軍の装備しているレーダー誘導式の対空ミサイルは艦船発射型、地上発射型それに航空機発射型ともにどれも大-中型のミサイルであるために機体の破壊状況と合致しない。また、対空ミサイルは基本的に「近接信管」という、目標を直撃せずに至近距離で炸裂してその破片により目標を破壊する方式の弾頭を装備しているため、なおのこと本事故のような破壊－墜落の状況になるとは考えられない。
さらに、アメリカ海軍の装備する潜水艦は艦対空ミサイルを装備していないため、800便を撃墜できるはずがなく、「アメリカ海軍の原子力潜水艦によるミサイル誤射説」は「陰謀論」以外のなにものでもないと言える。
またNTSBが結論した原因とは別の要因（たとえば隕石の衝突）で墜落したと主張するサイトがアメリカにはあるという。これはアメリカ北東部で多くの流星が観測されていたためであるが、報告書によれば航空機に隕石が衝突する確率を「59,000年から77,000年に1回」としており、可能性は極めて小さいとしている。
2013年に本事故を担当したNTSBの元調査官が、「調査報告書にまとめられた事故原因は嘘であり、政府によるもみ消しが図られた」と証言したが、これを裏付ける証拠や「真の原因」については述べられていない。

### トランス・ワールド航空の消滅
事故後、TWAは被害を最小限に抑えようと、副社長は責任はないはずだと発言した。当時TWAは事故発生前から慢性的な経営不振に陥っており、事態の打開を図るべく新塗装の導入によるイメージ刷新や経営効率化政策、更にはセントルイス国際空港を新たなハブ空港とした国際線路線網の拡充などといった積極的な経営拡大路線を行っていたが、この事故により不運にも中止を余儀なくされた。
結局、TWAは事故の影響でますます経営が悪化し、2001年春にアメリカン航空に吸収合併され消滅することとなる。

### 機体のその後
調査の為に組み立てられた事故機の残骸は、バージニア州アッシュバーンのNTSB訓練施設に移設され、事故調査訓練などで活用されてきたが、調査技術の進歩による事故機復元の必要性が薄れた事と、施設のリース期間満了に伴い、2021年7月7日より3Dスキャン技術を用いて記録した後に解体された。記録された3Dデータは今後の検証に使用する為に保存されている。

## 事故を題材にした作品
- テレビ番組『衝撃の瞬間3』第8話「TWA800便の事故原因」
- テレビドキュメンタリー “The Crash of TWA Flight 800”、ディスカバリーチャンネル
- テレビドキュメンタリー『メーデー!:航空機事故の真実と真相』第15シーズン第4話「Explosive Proof」[3]
- 映画『ファイナル・デスティネーション』 - 2000年公開のアメリカ製作のホラー映画。本事故を下敷きにしており、劇中に本事故の報道映像が使われている。